# Calculator analogic

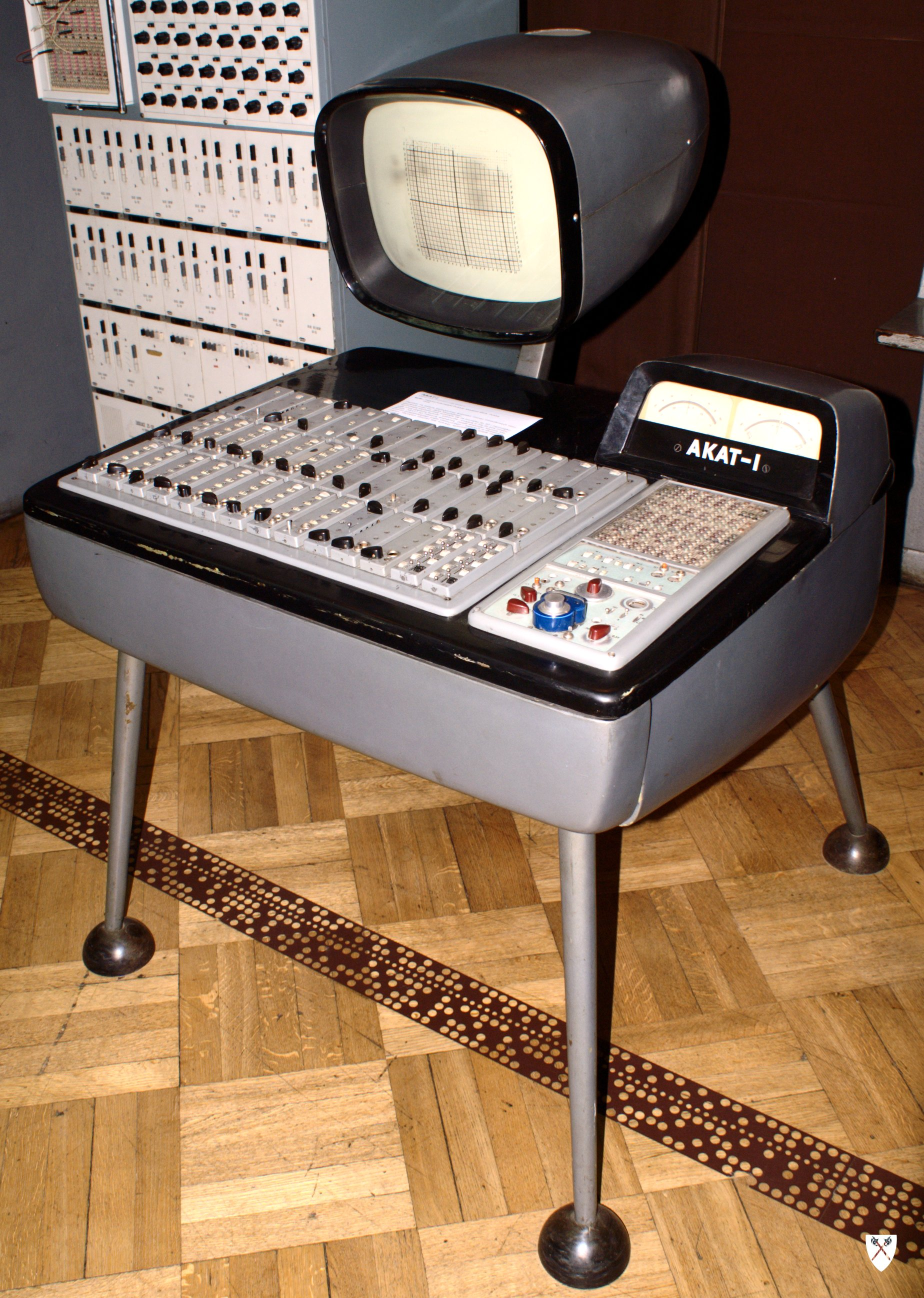
Calculatorul analogic polonez AKAT-1, 1959

Un calculator analogic este un tip de calculator care utilizează aspecte (semnale) care se schimbă în mod continuu ale fenomenelor fizice, cum ar fi cele electrice, mecanice, hidraulice sau ale altor mărimi pentru a modela problema care trebuie rezolvată. Prin contrast, calculatoarele digitale reprezintă valorile mărimilor fizice continue ale problemelor de rezolvat prin semnale discrete numerice (digitale). 
În prima jumătate a secolului al XX-lea nevoile de calcul ale comunității științifice erau satisfăcute de calculatoare analogice, foarte specializate și, constructiv, foarte sofisticate. Descoperirea și dezvoltarea tranzistoarelor a permis construirea de calculatoare electronice analogice tranzistorizate, larg folosite înaintea celor electronice digitale din zilele noastre. Perfecționarea electronicii digitale (datorată lui Claude Shannon în anii 1930) a condus însă la abandonarea calculatoarelor analogice în favoarea celor digitale (numerice), care modelează problemele în numere reprezentate electronic discontinuu (biți), în loc de semnale continue.